# Gabrielli del Tirol

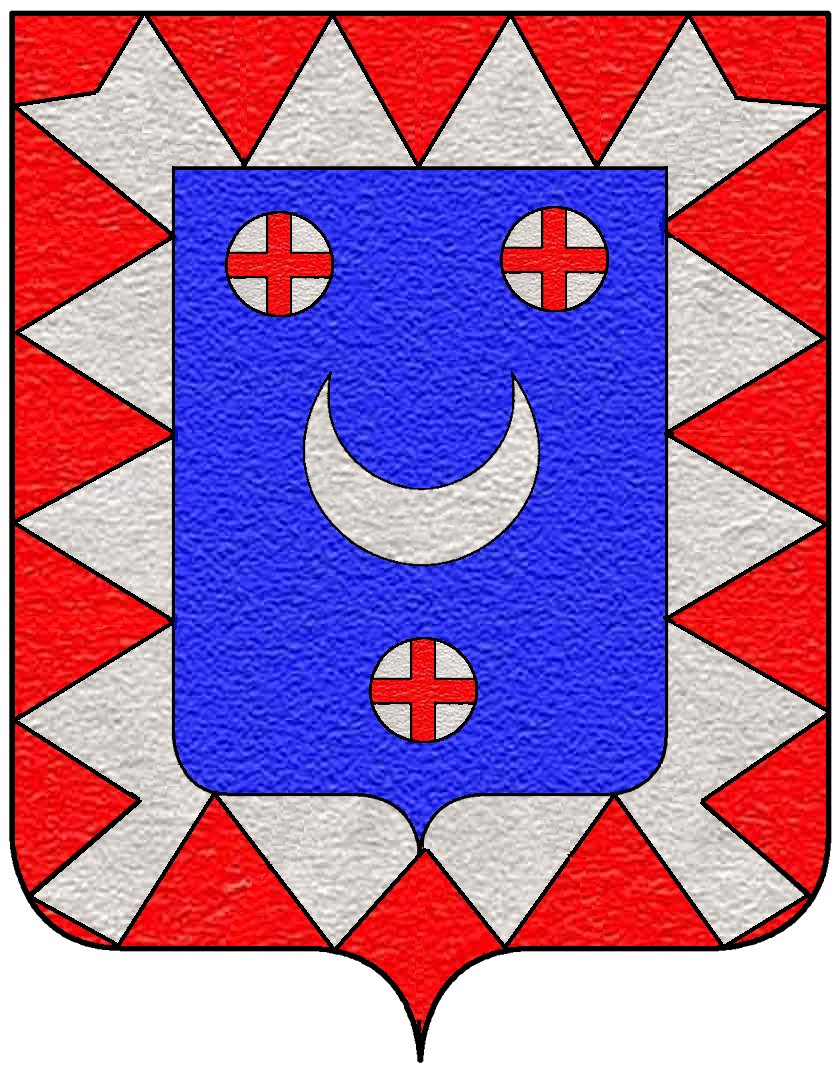
Escudo de la familia Gabrielli

Los Gabrielli del Tirol (en alemán: Gabrielli von Tyrol, en italiano: Gabrielli del Tirolo), forman una rama distinta de la casa noble de los Gabrielli, según algunos historiadores, familia descendiente de los tiempos de la antigua Roma. Se establecieron en el Tirol en el siglo XVI después de adquirir tierras y títulos en la región La familia es particularmente reconocida por sus contribuciones administrativas a la gestión militar y territorial bajo el Imperio Austro-Húngaro.
Bartholomeus Gabriellise considera el padre de familia de este ramo de los Gabrielli.

## Uniones con otras familias

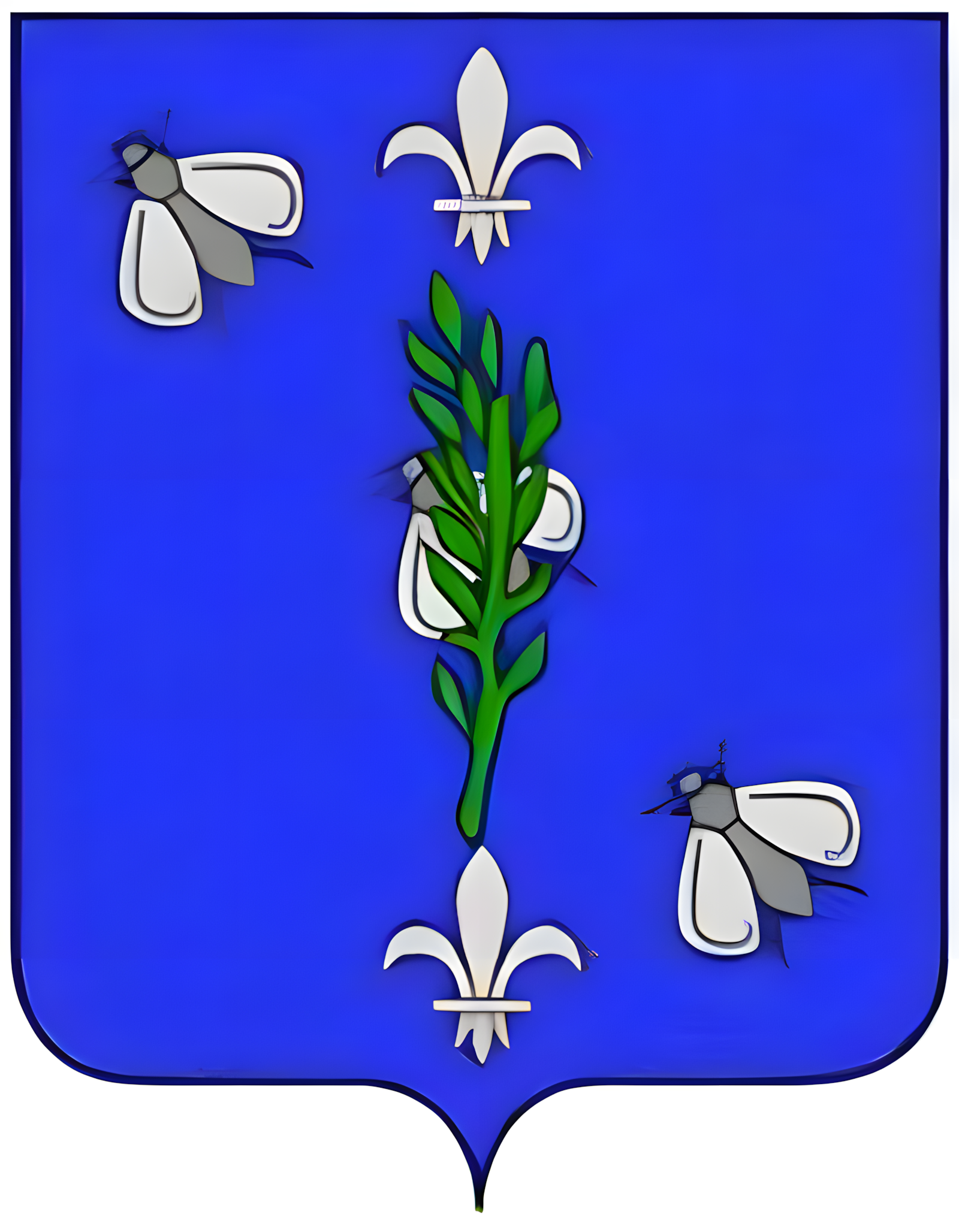
Escudo Familia Mosconi

Los Gabrielli, durante el curso de la historia, han realizado diferentes uniones para asegurar su poder político y territorial, entre las más notables podemos destacar:
1. Gabrielli - Mosconi: Daniele Gabrielli (1688-1766) y Flora Mosconi (1690-1768) hija de Dominici Mosconi y Lucia Mosconi se casaron en fecha 9 de julio de 1715 en el Tirolo.[6]
2. Gabrielli - Carboni: Domenico Gabrielli (1874-1943) y Emilia Maria Carboni (1879-1945) se casaron el 1 de abril de 1929 en Porretta Terme, Italia.[7]

## Miembros Notables
- Bartholomeus Gabrielli I (1660 - 1747): Considerado como el primer Gabrielli en el Tirol, adquirió diferentes territorios en el Sûd Tyrol adquiriendo los títulos de Patricio y Conde.
- Bartholomeus Gabrielli II (1691 - 1779): Conde del Tirol, terrateniente y capitán militar.
- Mattheus Gabrielli (1729 - 1804): Conde del Tirol, terrateniente y capitán militar.
- Manfred Gabrielli (11. August 1944 Seefeld in Tirol - 22. April 2005 ): Futbolista y Alpinista de éxito de Seefeld (Tirol).[8]
- Margherita Gabrielli (Napoli 1916 - Roma 2007) Pintora y Artista Neoclassica, el padre di Margherita era el conde Edoardo Gabrielli da Gubbio.[9] Los descendientes de este ramo poseen el título de Patricio de Tropea.